# 张馨予 (游泳运动员)
张馨予（1997年3月9日—），女，河南人，中国游泳运动员，参加了2016年里约热内卢奥运会女子100米蛙泳的比赛。最终以1分7秒59的成绩排名预赛第22名，无缘晋级。